# HD DVD
HD DVD (kratica za High-Definition DVD ali High-Density DVD) je opuščen format zapisa na optičnih diskih, namenjen večjim količinam podatkov, kot so HD-video posnetki. Format je razvijalo podjetje Toshiba kot rivala formatu Blu-ray Disc za naslednika DVD-jev, a so ga februarja 2008 po daljšem spopadu za prevlado na trgu opustili in prenehali izdelovati predvajalnike ter zapisovalnike. Največ enot je bilo vgrajenih v igralnih konzolah Xbox 360 podjetja Microsoft.

## Kapaciteta
Višjo gostoto zapisa podatkov so dosegli z uporabo modrega laserja, ki ima krajšo valovno dolžino. S tem so dosegli kapaciteto 15 GB na sloj, torej je bila maksimalna kapaciteta 60 GB na dvoslojnem dvostranskem disku.
| Vrsta HD DVD       | Enoslojna kapaciteta | Dvoslojna kapaciteta |
| ------------------ | -------------------- | -------------------- |
| 12 cm, enostranski | 15 GB                | 30 GB                |
| 12 cm, dvostranski | 30 GB                | 60 GB                |
| 8 cm, enostranski  | 4,7 GB               | 9,4 GB               |
| 8 cm, dvostranski  | 9,4 GB               | 18,8 GB              |